# Základní škola Bezručova (Hradec Králové)
Základní škola Bezručova 1468 je základní škola ve městě Hradec Králové, která byla otevřena 1. září 1973 a dodnes slouží svému účelu.

## Historie
Areál školy byl vybudován podle plánů ing. architekta Jana Rejchla a ing. Zdeňka Gabriela. Jeho výstavba začala v roce 1969 a definitivně byla ukončena teprve předáním tělocvičny až během prvního školního roku, tj. v únoru 1974, přičemž do konce školního roku 1972/1973 byly využívány provizorní prostory v tzv. školičce ve Šrámkově ulici a výuka v ZŠ Bezručova ulice byla zahájena 3. září 1973. V souvislosti s tělocvičnou je třeba dodat, že té byla věnována velká pozornost, neboť se v ní konaly různé sportovní přebory a akce, a to včetně soustředění cvičenců spartakiádních skladeb. Tato tradice naštěstí trvá dodnes.
Pod vedením ředitele Jiřího Rumlara škola velmi úzce spolupracovala s tehdejší Pedagogickou fakultou, přešla sem řada zkušených fakultních učitelů, kteří vedli pedagogickou praxi studentů. Chvíli trvalo než byl pedagogický sbor naplněn do stabilního stavu. Od tohoto okamžiku změny většinou probíhaly v souvislosti s odchodem zkušených učitelů do starobního důchodu, přičemž 70.-80. léta byla navíc ve znamení brigád socialistické práce. V rámci těchto kolektivů, jež vznikaly poplatně době, byla organizována většina zaměstnanců. Roku 1976 byl dokonce kolektivu pracovnic školní jídelny udělen titul „Kolektiv XV. sjezdu KSČ“. O 2 roky později se zase Jaroslava Dlábková stává vzornou učitelkou. Zavděčit se na vyšších místech a upozornit tam na sebe se škola snažila též pořádáním různých slavností a akademii na různá výročí, ať již šlo o Vítězný únor, osvobození ČSSR Rudou armádou, nebo VŘSR. Jedinou výraznou změnou byl v roce 1991 nástup Vladimíra Springera do funkce ředitele, který byl roku 2006 vystřídán Františkem Obrem. Aktuálně od roku 2024 je ředitelem Václav Šmíd.
V prvním roce chodilo do školy celkem 452 dětí, postupně se počet žáků zvyšoval a od roku 1975 prakticky až na malé výjimky funguje až 27 tříd. Počet žáků se stabilně po tato léta pohybuje kolem 700.
V roce 1987 vznikla na škole první třída s rozšířenou výukou matematiky a přírodovědných předmětů. Po deseti letech bylo od této varianty ustoupeno, neboť vnější diferenciace sice umožnila existenci většinou velmi kvalitní jedné třídy, ale výsledky ve zbývajících dvou třídách měly spíše klesající tendenci. Další změnou byl přechod na I. stupni na učební program Obecná škola. Ve své době přinesl možnost výuku oživit a zatraktivnit. I když později došlo ke změně na učební program Základní škola, řada prvků a forem práce s menšími žáky je využívána dodnes. V roce 1992 vznikl Klub přátel rodičů základní školy. Jednou z posledních změn je to, že od školního roku 1999/2000 došlo po dohodě s vedením volejbalového oddílu TJ Slávia Hradec Králové k zahájení činnosti tzv. volejbalových tříd.
Od 1. ledna 1994 škola existuje jako právní subjekt ve formě příspěvkové organizace. Od téhož roku poskytuje škola zázemí Přírodovědnému centru, které je základním článkem občanského sdružení Brontosaurus. Po roce činnosti byla dalším rozhodnutím zřizovatele do příspěvkové organizace začleněna také školní jídelna. K 1. lednu 2003 se stala další organizační složkou školy jako odloučené pracoviště Mateřská škola, Hradec Králové - Březhrad, Poštovní 38, včetně školní jídelny. Tato jídelna ukončila k 30. červnu 2004 svou činnost a od dalšího školního roku začala fungovat jen jako výdejna, do níž byly obědy dováženy ze školní jídelny základní školy. Z důvodu optimalizace škol v Hradci Králové byla březhradská MŠ převedena od 1. července 2008 pod ZŠ Jiráskovo náměstí.

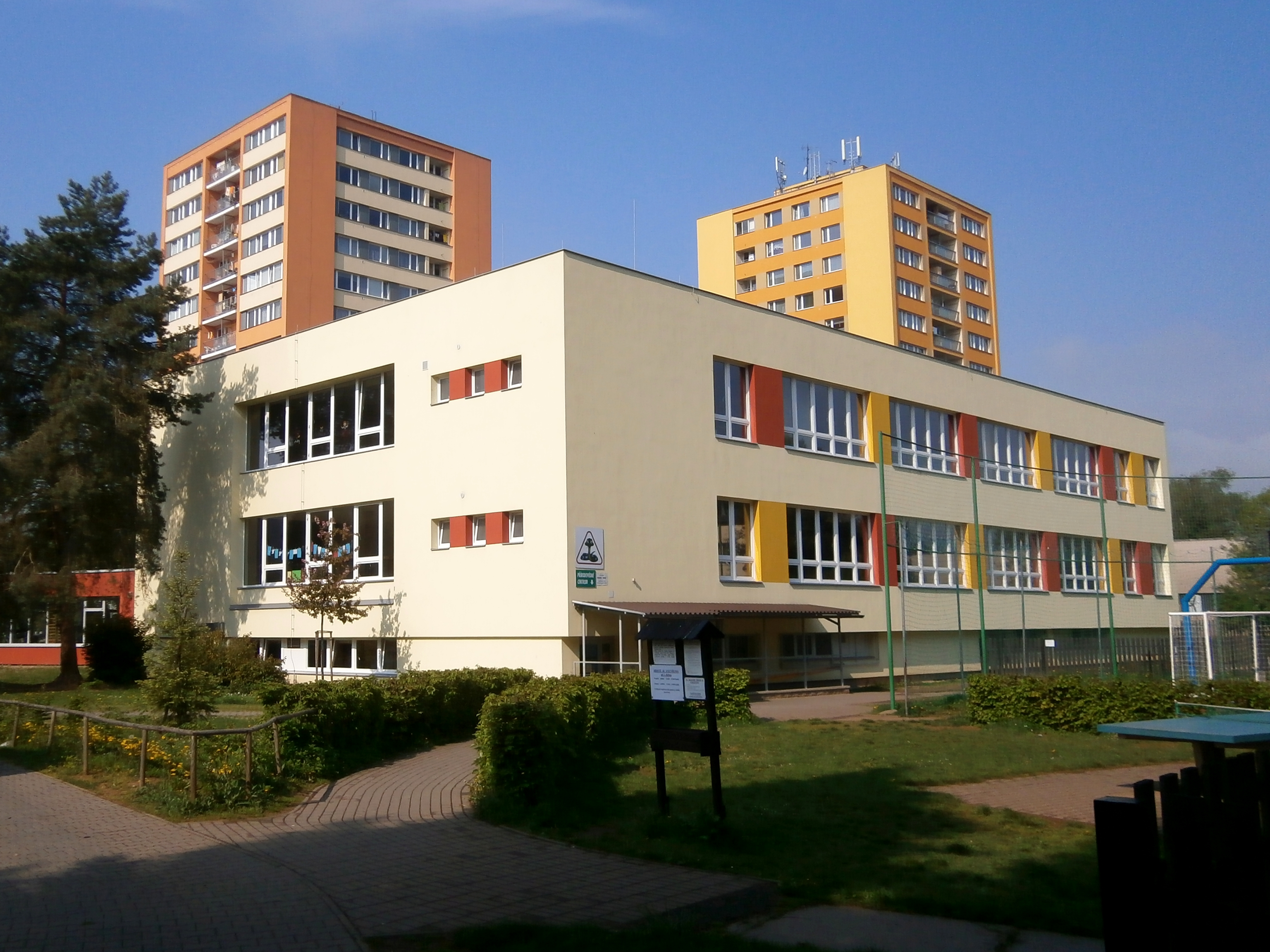
Část areálu

Zájem o školu neopadl ani v následujících letech, i když počet dětí pozvolna klesal. Ve školním roce 2002/2003 nastoupilo do školy 683 dětí, ve školním roce 2003/2004 704 dětí, ve školním roce 2004/2005 702 dětí, ve školním roce 2007/2008 680 dětí, ve školním roce 2008/2009 668 dětí a ve školním roce 2009/2010 667 dětí. Největší investiční akcí posledních let se stalo zateplování budov školy s výměnou oken, které proběhlo od června do září 2011.
Z posledních významnějších změn jmenujme otevření nového hřiště, které bylo otevřeno 5. listopadu 2010, zateplení budov areálu v letech 2010–2011, zavedení školní meteostanice s výstupem na webové stránky školy od března 2012 a Infokoutku - dvojice počítačů s dotykovými monitory, klávesnicemi, trackbally a společnou síťovou tiskárnou od 27. ledna 2014.

## Současnost
Dnes je toto zařízení úplnou základní školou, která od svého založení spolupracuje s Pedagogickou fakultou Univerzity Hradec Králové. Škola, která je koncipována jako 27třídní, je tvořena pěti vzájemně propojenými pavilony. Ve třech pavilonech jsou umístěny učebny I. a II. stupně, kabinety a sborovna. V dalším pavilonu jsou dvě tělocvičny s kompletním sociálním zázemím. V jednom pavilonu je školní družina a jídelna s kompletně vybavenou kuchyní.